# Zizhongosaurus chuanchengensis
Lo zizhongosauro (Zizhongosaurus chuanchengensis) è un dinosauro erbivoro appartenente ai sauropodi. Visse nel Giurassico inferiore (Toarciano, circa 185 milioni di anni fa) e i suoi resti sono stati ritrovati in Cina. 

## Descrizione
Questo dinosauro è noto per alcune ossa isolate, che comprendono una vertebra dorsale parziale, un omero e un pube. Tutte le ossa probabilmente appartenevano a un singolo esemplare, ma il resto dello scheletro è andato perduto. Non è quindi possibile ricostruire dettagliatamente Zizhongosaurus, ma dal raffronto con le ossa di altri sauropodi simili si è riusciti a stimare che questo animale doveva raggiungere la lunghezza di circa 9 metri (una taglia modesta per un sauropode). Probabilmente l'aspetto di questo animale doveva essere simile a quello di altri antichi sauropodi meglio conosciuti, come Barapasaurus o Vulcanodon.

## Classificazione
Descritto per la prima volta nel 1983, questo dinosauro è stato dapprima considerato un membro dei cetiosauridi, una famiglia di dinosauri che, fino agli anni '80, era utilizzata dai paleontologi per comprendere gran parte dei sauropodi primitivi. Successivamente Zizhongosaurus è stato avvicinato ai vulcanodontidi, un gruppo di sauropodi dalle caratteristiche estremamente primitive, ancora simili ai sauropodomorfi ancestrali del Triassico superiore. In particolare, Zizhongosaurus è stato visto come uno stretto parente del grande Barapasaurus dell'India. Altri studiosi, invece, lo hanno avvicinato a Shunosaurus del Giurassico medio cinese, mentre altri ancora lo considerano un nomen dubium a causa della scarsità dei resti fossili. 
Il nome generico Zizhongosaurus (da non confondere con Zigongosaurus, un altro sauropode cinese) si riferisce alla contea di Zizhong nella provincia di Sichuan, dove sono stati ritrovati i resti fossili, mentre l'epiteto specifico (chuanchengensis) si riferisce alla vicina città di Chuancheng. Nel 1999 Li Kui menzionò un'ulteriore specie di Zizhongosaurus (Z. huangshibanensis), ma non è mai stata descritta in alcuna pubblicazione ufficiale e pertanto rimane un nomen nudum. 